# 中国工农革命第四师第十团开会遗址纪念碑
中国工农革命第四师第十团开会遗址纪念碑，位于中国广东省河源市紫金县苏区乡炮子耕子墩，为紫金县的一个县级文物保护单位，类型为近现代重要史迹及代表性建筑，公布时间为1977年12月。
中国工农革命第四师第十团开会遗址纪念碑的历史年代为1977年。